# ディーン・フィリップス
ディーン・ベンソン・フィリップス（Dean Benson Phillips, 1969年1月20日 - ）は、アメリカ合衆国の実業家、政治家。2019年から2025年にかけて、ミネソタ州3区（ブルーミントン、ミネトンカ、イーダイナ、メイプルグローブ、プリマス、エデンプレイリーといったツインシティ西郊）選出の連邦下院議員を務めた。民主党員。
家業の醸造会社フィリップス・ディスティリング・カンパニーの社長兼CEOを務めるほか、いくつかの会社を経営・起業している。タレンティの元共同経営者、ペニーズ・コーヒーの共同経営者である。
2018年の下院議員選挙で、6期目を目指した共和党現職のエリック・ポールセンを破り初当選。長らく共和党が強かったこの選挙区で民主党が議席を獲得するのは1958年以来のことであった。その後も2度再選を果たした。政治的には中道で、穏健派民主党員とみなされている。2018年時点での純資産が7700万ドルのフィリップスは最も裕福な議員の1人である。2023年、2024年大統領選挙における民主党指名候補者争いで現職大統領のジョー・バイデンに挑戦する意向を表明。2024年の民主党大会で4名の代議員を獲得した。

## 生い立ちと学歴とキャリア
フィリップスは1969年にミネソタ州セントポールでディーディー・コーエン（DeeDee Cohen）とアーティ・フェファー（Artie Pfefer）のあいだに生まれた。アーティはフィリップスの生後6ヶ月の時にベトナム戦争で戦死した。その後ディーディーはフィリップス・ディスティリング・カンパニーの後継者でアドバイス・コラムニストのポーリン・フィリップスの息子のエディ・フィリップス（Eddie Phillips）と結婚した。
1970年代初頭、フィリップスはセントポールからイーダイナに引っ越した。彼はブレイク・スクールに通った。
フィリップスは1991年にブラウン大学を都市論の学位で卒業した。彼はシグマ・カイ友愛会に所属していた。フィリップスは自転車用品とアパレル企業のインモーション2年勤めた後、家族の会社の本社事務所に入った。2000年にミネソタ大学のカールソン経営大学院で経営学修士号を取得した。卒業後に彼は一族が経営するフィリップス・ディスティリング・カンパニーの社長兼CEOに就任した。
フィリップスは2000年から2012年まで同社の社長兼CEOを務めた。その後フィリップスは別の投資先であるタレンティの経営に2014年にユニリーバに金額非公開で売却されるまで携わった。2016年からは2022年時点でツインシティ都市圏に2店舗を構えるコーヒーショップ・チェーンのペニーズ・コーヒーの創業者兼経営者となった。

## 連邦下院議員

### 選挙

#### 2018年

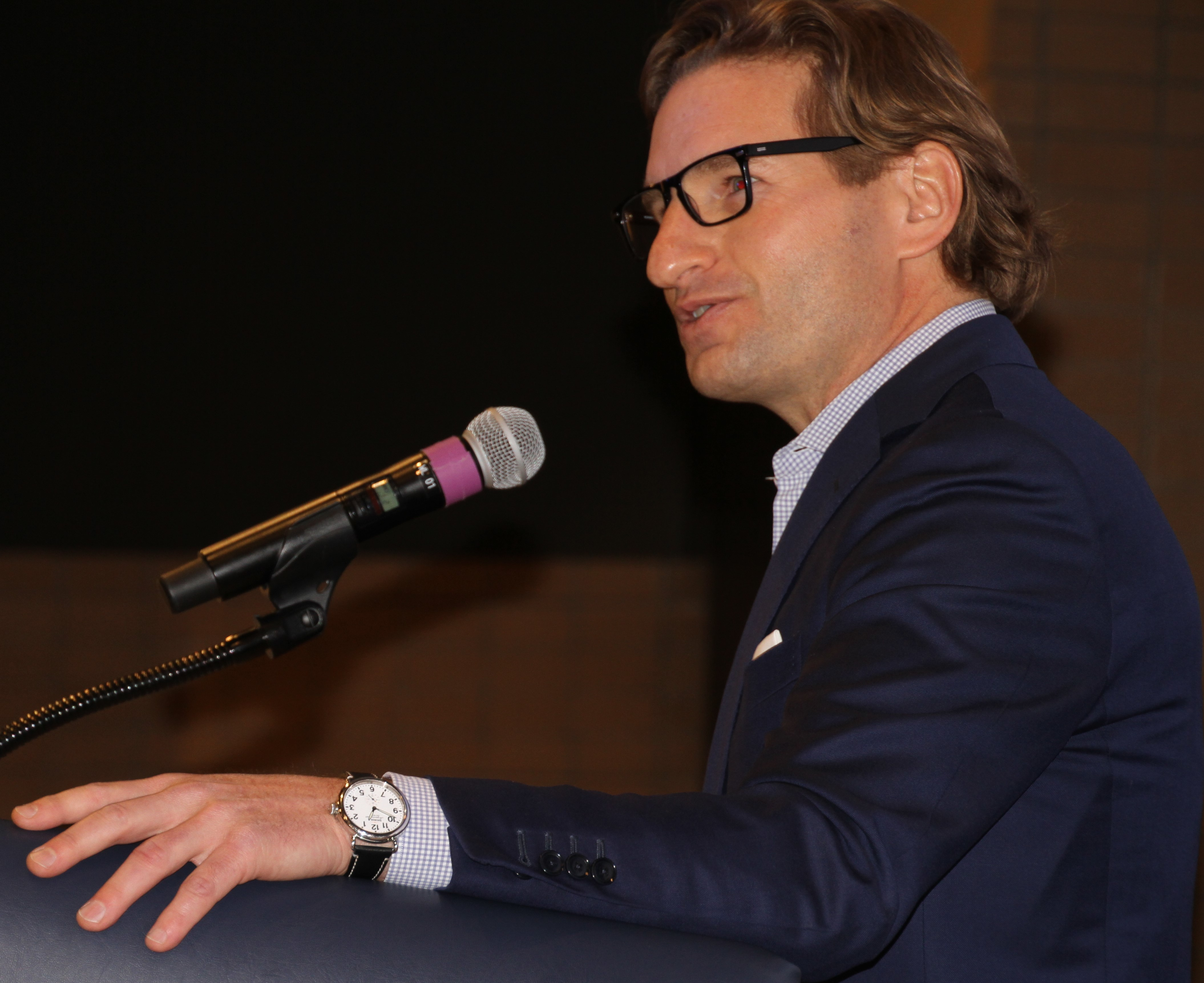
民主農民労働党州中央委員会で演説するフィリップス（2018年）

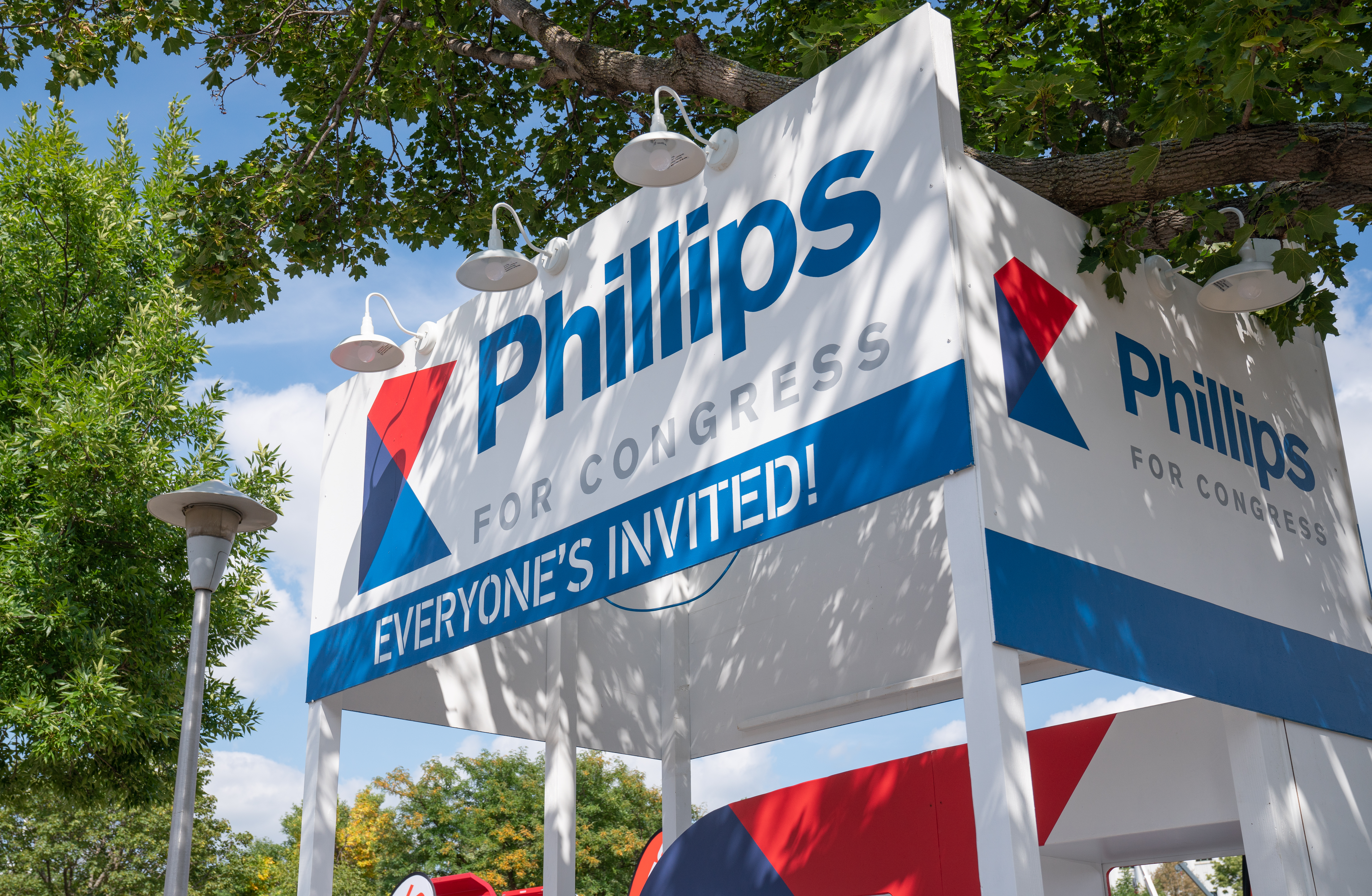
ミネソタ・ステート・フェアでのディーン・フィリップス下院議員選挙運動ブース

2018年にフィリップスは民主党からミネソタ州3区のアメリカ合衆国下院議員選挙に出馬した。民主党予備選挙では元販売員のコール・ヤングを得票率81.6%で破った。フィリップスは選挙区内の3つの郡すべてで勝利した。
本選挙では現職で共和党のエリック・ポールセンを得票率55.6%で破って初当選した。

#### 2020年
フィリップスは2020年に再選を目指して出馬した。民主党予備選挙ではコール・ヤングを得票率90.7%で破り、さらに本選挙では共和党候補者で実業家のケンドール・クオールズと対決した。フィリップスは得票率55.6%でクオールズを破った。

#### 2022年
フィリップスは2022年の民主党予備選挙を無投票で勝ち抜いた。本選挙では共和党候補者で元アメリカ合衆国海軍潜水艦将校のトム・ヴァイラーを得票率60%で破った。

### 在任期間
ABCニュースの『ファイブサーティエイト』の議会投票トラッカーによるとフィリップスはジョー・バイデン大統領が表明した公共政策の立場に100%賛成しており、予測スコアリング（選挙区の党派性と投票記録）を用いた場合、第117議会の平均よりもリベラルな人物となっている。2019年の最初の任期開始時においてジョージタウン大学のマコート公共政策大学院は超党派性という観点からフィリップスを435人中27位と評価した。

### 委員会
第118議会時点:
- 外交委員会
  - アメリカ合衆国下院中東・北アフリカ・中央アジア小委員会（英語版） (筆頭委員)
- 中小企業委員会（英語版）
  - 経済成長・税制・資本アクセス小委員会（英語版）
  - イノベーション・企業・労働力開発小委員会（英語版）

### コーカス
- 議会LGBT平等コーカス（英語版）
- ニュー・デモクラット・コアリション（英語版）[27]
- プロブレム・ソルバーズ・コーカス（英語版）[28]

## 2024年大統領選挙運動
2023年7月、フィリップスは2024年大統領民主党予備選挙でジョー・バイデン大統領への挑戦を検討していると発言した。2023年10月、フィリップスは2024年大統領選挙に関する自身の見解が会派の多数派と相容れないことから、下院民主党政策広報委員会の共同会長を退任すると発表した。10月26日に連邦選挙委員会に正式に書類を提出し、翌27日にニューハンプシャー州コンコードで大統領選挙への出馬を表明した。
2024年3月7日、選挙戦からの撤退とバイデンへの支持を表明した。

## 選挙戦歴

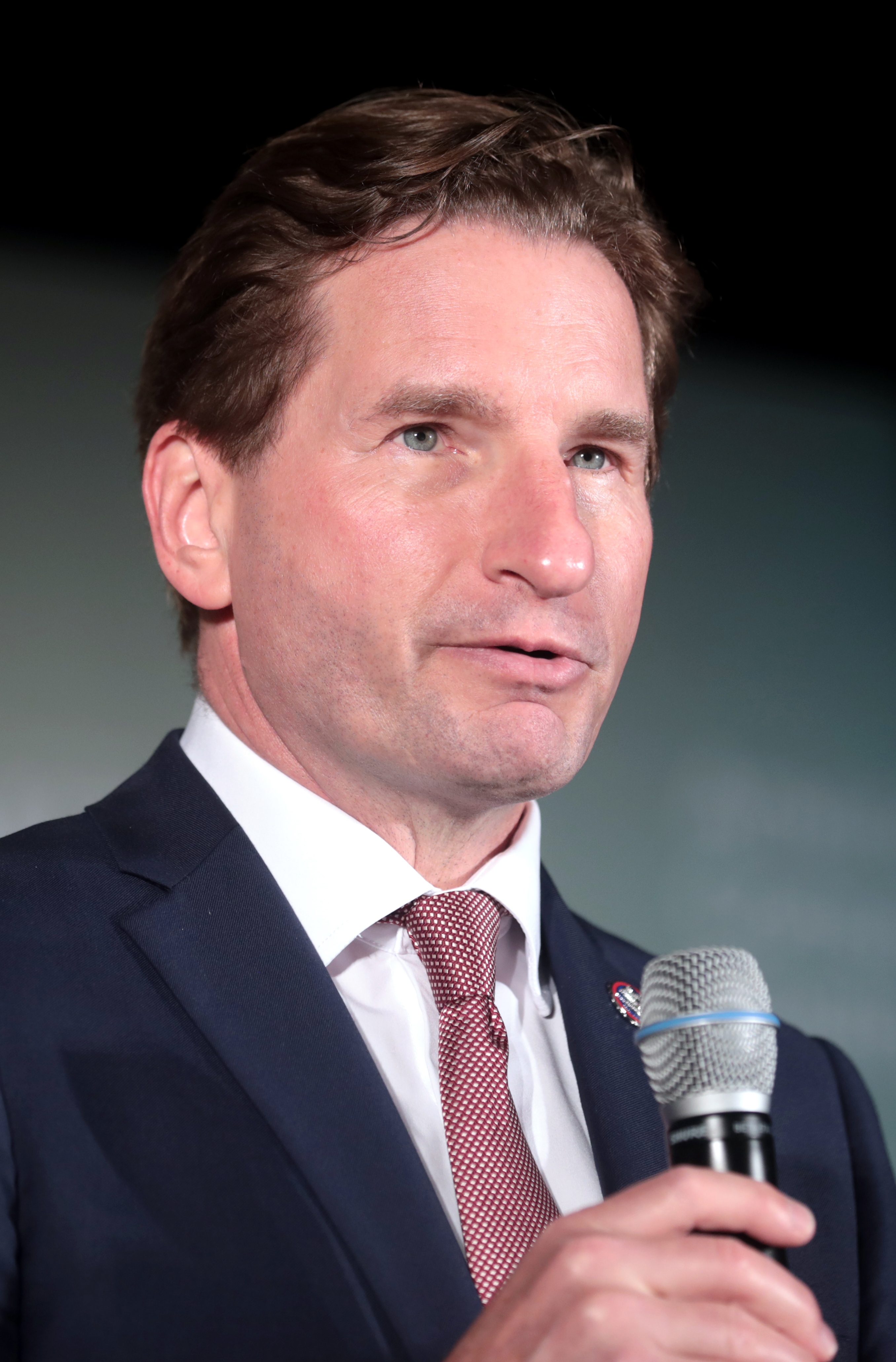
イベントで演説するフィリップス（2022年6月）

| 政党     | 政党         | 候補者                 | 得票数 | 得票率 (%) |
| -------- | ------------ | ---------------------- | ------ | ---------- |
|          | 民主党 (DFL) | ディーン・フィリップス | 56,697 | 81.6       |
|          | 民主党 (DFL) | コール・ヤング         | 12,784 | 18.4       |
| 総得票数 | 総得票数     | 総得票数               | 69,481 | 100.00     |

| 政党     | 政党                              | 候補者                      | 得票数  | 得票率 (%) |
| -------- | --------------------------------- | --------------------------- | ------- | ---------- |
|          | 民主党 (DFL)                      | ディーン・フィリップス      | 202,402 | 55.6       |
|          | 共和党                            | エリック・ポールセン (現職) | 160,839 | 44.2       |
|          | 書き込み候補                      | 書き込み候補                | 707     | 0.2        |
| 総得票数 | 総得票数                          | 総得票数                    | 363,948 | 100.00     |
|          | 民主党（DFL）が共和党から議席奪取 |                             |         |            |

| 政党     | 政党         | 候補者                        | 得票数 | 得票率 (%) |
| -------- | ------------ | ----------------------------- | ------ | ---------- |
|          | 民主党 (DFL) | ディーン・フィリップス (現職) | 73,011 | 90.7       |
|          | 民主党 (DFL) | コール・ヤング                | 7,443  | 9.3        |
| 総得票数 | 総得票数     | 総得票数                      | 80,454 | 100.00     |

| 政党     | 政党                    | 候補者                        | 得票数  | 得票率 (%) |
| -------- | ----------------------- | ----------------------------- | ------- | ---------- |
|          | 民主党 (DFL)            | ディーン・フィリップス (現職) | 246,666 | 55.6       |
|          | 共和党                  | ケンドール・クオールズ        | 196,625 | 44.3       |
|          | 書き込み候補            | 書き込み候補                  | 312     | 0.1        |
| 総得票数 | 総得票数                | 総得票数                      | 443,603 | 100.00     |
|          | 民主党（DFL）が議席維持 |                               |         |            |

| 政党     | 政党                    | 候補者                        | 得票数  | 得票率 (%) |
| -------- | ----------------------- | ----------------------------- | ------- | ---------- |
|          | 民主党 (DFL)            | ディーン・フィリップス (現職) | 198,883 | 59.6       |
|          | 共和党                  | トム・ヴァイラー              | 134,797 | 40.4       |
|          | 書き込み候補            | 書き込み候補                  | 241     | 0.2        |
| 総得票数 | 総得票数                | 総得票数                      | 333,921 | 100.00     |
|          | 民主党（DFL）が議席維持 |                               |         |            |

## 私生活
フィリップスには2度の結婚歴があり、最初の妻とのあいだに娘が2人いる。彼はユダヤ教徒であり、ミネアポリスにあるテンプル・イスラエルの役員を務めていることがミネソタの出版物『The American Jewish World』で確認されている。
フィリップスの父方の継祖母のポーリン・フィリップスはアビゲイル・ヴァン・ビューレンというペンネームで「ディア・アビー」というアドバイス・コラムを書いていた。